# Kirche der Heiligen Apostel (Thessaloniki)

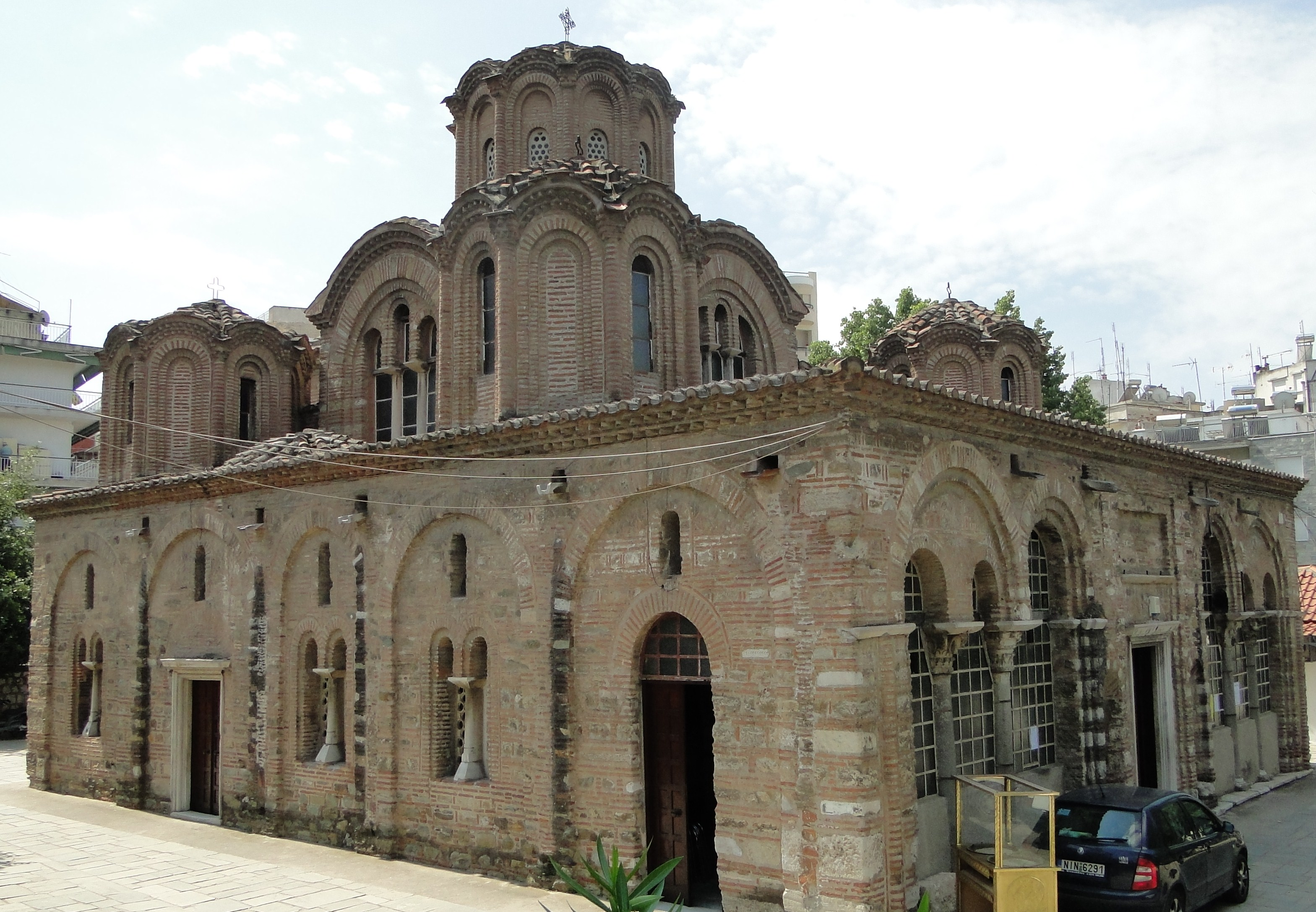
Die Apostelkirche

Die Kirche der Heiligen Apostel in Thessaloniki (griechisch Ναός Αγίων Αποστόλων) ist eine byzantinische Kirche aus dem 14. Jahrhundert. Die am Anfang der Olympou-Straße in der Nähe der westlichen Stadtmauer gelegene Kirche ist seit 1988 Teil des UNESCO-Welterbes (Frühchristliche und byzantinische Bauten in Thessaloniki).

## Geschichte
Bei der ursprünglich wohl der Gottesmutter (Theotokos Gorgoepikoos) geweihten Kirche dürfte es sich um den Teil eines größeren Komplexes, wohl eines früheren Klosters, handeln, worauf u. a. eine Zisterne im Nordwesten hinweist. Die Kirche wurde 1312 bis 1315 unter dem Patriarchen Niphon I. von Konstantinopel errichtet. Jedoch deuten Radiocarbon-Untersuchungen auf einen Bau erst um 1329 hin. Zwischen 1520 und 1530 wurde die Kirche in eine Moschee umgewandelt (Soğuk Su Camii). Der Bilderschmuck wurde überputzt. Ab 1926 wurde die Kirche restauriert und die Fresken wurden wieder freigelegt. Im Erdbeben von 1978 wurde der Bau beschädigt. 2002 wurden die Mosaiken gereinigt.

## Bau
Die Kirche ist eine Kreuzkuppelkirche mit quadratischem Kern, einer von vier Säulen getragenen Zentralkuppel mit hohem Tambour und vier kleineren Kuppeln in den Ecken mit einem Narthex in Form einer offenen Vorhalle, einem dreiseitigen Umgang um den Kern, drei Apsiden. Die Außenwände sind mit einem reichen Schatz an Ziegeldekorationen geschmückt.

## Ausstattung
In den Tonnengewölben und in der Hauptkuppel sind Mosaiken der Erbauungszeit aus hervorragenden Werkstätten erhalten. Die unteren Teile des Baus sind freskiert. Die Ausstattung zeigt Einfluss aus Konstantinopel.